# Franz Langthaler
Franz Wilhelm Langthaler (* 10. listopadu 1964 Vídeň) je bývalý rakouský vzpěrač. Pracuje ve sportovním oddělení vídeňského magistrátu a zastával funkci viceprezidenta Rakouského svazu vzpírání. Je mladším bratrem vzpěrače Gottfrieda Langthalera, účastníka LOH 1976.
V roce 1984 obsadil čtvrté místo na juniorském mistrovství světa. Na olympiádě 1984 skončil v první těžké váze do 100 kg šestý. V roce 1987 vyhrál Dunajský pohár a byl sedmý na mistrovství světa ve vzpírání v Ostravě. Téhož roku utrpěl zranění ramena, které zbrzdilo jeho kariéru a znemožnilo mu konkurovat vzpěračům ze sovětského bloku. Na olympiádě 1988 obsadil v kategorii do 100 kg osmé místo. V roce 1990 byl čtvrtý na mistrovství Evropy ve vzpírání v Aalborgu.
Vytvořil více než padesát rakouských rekordů, jeho osobním maximem bylo 400 kg ve dvojboji v roce 1989. Osmnáctkrát se stal vzpěračským mistrem Rakouska. V roce 1991 oznámil konec kariéry, ale pak se ke vzpírání vrátil a ještě v roce 2000 nastoupil za Post SV Vídeň v rakouské lize.